# Anastassia Markova
Anastassia Valerievna Markova (en russe : Анастасия Валерьевна Маркова) est une joueuse de volley-ball russe née le 16 octobre 1987 à Moscou. Elle mesure 1,90 m et joue au poste de centrale. Elle totalise 14 sélections en équipe de Russie.

## Clubs
| Club                | De        | À         |
| ------------------- | --------- | --------- |
| CSKA Moscou         | 2002-2003 | 2004-2005 |
| Dinamo Moscou       | 2005-2006 | 2007-2008 |
| Fakel Novy Ourengoï | 2008-2009 | 2008-2009 |
| Zarechie Odintsovo  | 2009-2011 | 2010-2011 |
| Proton Balakovo     | 2011-2012 | 2011-2012 |
| Dinamo Moscou       | 2012-2013 | 2016-2017 |
| VK Proton Saratov   | 2018-2019 | 2018-2019 |
| Leningradka         | 2019-2020 | …         |

## Palmarès
- Championnat de Russie
  - Vainqueur : 2010, 2016, 2017.
  - Finaliste : 2013, 2014, 2015.
- Coupe de Russie
  - Vainqueur : 2013.
  - Finaliste : 2009, 2012, 2016.